# Poszewka
Poszewka – wieś w Polsce położona w województwie mazowieckim, w powiecie węgrowskim, w gminie Miedzna, nad rzeką Miedzanką. Ma status sołectwa.
| SIMC    | Nazwa             | Rodzaj    |
| ------- | ----------------- | --------- |
| 0681282 | Kolonia Podchojce | część wsi |

W latach 1954–1959 wieś należała i była siedzibą gromady Poszewka, po jej likwidacji w gromadzie Miedzna. W latach 1975–1998 miejscowość administracyjnie należała do województwa siedleckiego.
Wierni kościoła rzymskokatolickiego należą do parafii Zwiastowania Najświętszej Maryi Panny w Miedznie.